# Massimo De Santis (attore)
Massimo De Santis (Roma, 22 novembre 1971) è un attore italiano.

## Biografia
Si forma presso la scuola di recitazione diretta da Beatrice Bracco.
Lo ritroviamo anche nel ruolo del cattivo in Distretto di Polizia (Valerio Flaviano). Divide la sua attività di attore tra la televisione e le produzioni cinematografiche italiane. Nel 2008 Spike Lee lo ha scelto per ruolo del prete-coraggio nel suo film Miracolo a Sant'Anna.
Dopo R.I.S. Roma - Delitti imperfetti e Tutti pazzi per amore, nel 2010 lo ritroviamo come protagonista nel film Sono viva, mentre nel 2012 torna in televisione interpretando il ruolo del mafioso Armando Mezzanotte nella quarta stagione di Squadra antimafia - Palermo oggi.

## Filmografia
- Carlo e le sue donne (1995)
- Dead Train (1997)
- Carla si è chiusa in bagno (1999)
- Zora la vampira, regia Manetti Bros. (2000)
- Si fa presto a dire amore... (2000)
- Part-Time (2000)
- Distretto di Polizia – serie TV, episodio 2x15 (2001)
- Blek Giek, regia di Enrico Caria (2001)
- Giravolte (2001)
- Ultimo stadio, regia di Ivano De Matteo (2002)
- A/R Andata + Ritorno, regia di Marco Ponti (2004)
- La omicidi – serie TV (2003)
- Distretto di Polizia – serie TV, episodio 4x06 (2003)
- La vita dei santi (2003)
- Uova (2006)
- Push (2006)
- 15 seconds (2008)
- Notturno bus, regia di Davide Marengo (2007)
- In gabbia (2007)
- Riprendimi, regia di Anna Negri (2007)
- Distretto di Polizia 8 – serie TV (2008)
- Miracolo a Sant'Anna, regia di Spike Lee (2008)
- Scontro di civiltà per un ascensore a Piazza Vittorio, regia di Isotta Toso (2010)
- Sono viva (2010)
- Micol e le sue sorelle (2010)
- R.I.S. Roma 2 - Delitti imperfetti – serie TV, 10 episodi (2011)
- Tutti pazzi per amore 3 – serie TV (2011)
- R.I.S. Roma - Delitti imperfetti – serie TV, episodi 3x03-3x05 (2012)
- Squadra antimafia - Palermo oggi 4 – serie TV, 9 episodi (2012)
- Benvenuti a tavola - Nord vs Sud 2 – serie TV (2012)
- Arance & martello, regia di Diego Bianchi (2014)
- Non essere cattivo, regia di Claudio Caligari (2015)
- One Year Later, regia di Lucia Mauro (2015)
- 5 Fathers, regia di Lidia Vitale (2015)
- Il coraggio di vincere, regia di Marco Pontecorvo – film TV (2016)
- Preludio, regia di Marco Gradara (2016)
- Il matrimonio, regia di Marco Gradara (2016)
- A Blind Fairytales, regia di Davide Fois (2016)
- Il sistema – serie TV (2016)
- Rocco Schiavone – serie TV, episodio 1x06 (2016)
- The Millionairs, regia di Claudio Santamaria – cortometraggio (2016)
- Il permesso - 48 ore fuori, regia di Claudio Amendola (2017)
- Scomparsa, regia di Fabrizio Costa (2017)
- Nero a metà – serie TV, episodio 1x03 (2018)
- La Compagnia del Cigno – serie TV (2019-2021)
- Domani è un altro giorno, regia di Simone Spada (2019)
- Baby – serie TV (2019-2020)
- Permette? Alberto Sordi, regia di Luca Manfredi – film TV (2020)
- Speravo de morì prima, regia di Luca Ribuoli – miniserie TV (2021)
- Leonardo – serie TV, 4 episodi (2021)
- Il nostro generale – serie TV (2023)
- Un'estate fa, regia di Davide Marengo e Marta Savina – miniserie TV, episodi 7-8 (2023)
- Mameli - Il ragazzo che sognò l'Italia, regia di Luca Lucini e Ago Panini – miniserie TV (2024)
- Marconi - L'uomo che ha connesso il mondo, regia di Lucio Pellegrini – miniserie TV (2024)